# Les Bioniques
 (février 2019).
Si vous disposez d'ouvrages ou d'articles de référence ou si vous connaissez des sites web de qualité traitant du thème abordé ici, merci de compléter l'article en donnant les références utiles à sa vérifiabilité et en les liant à la section « Notes et références ».
Les Bioniques (Bionic Six) est une série télévisée d'animation nippo-américaine produite au Japon, en 65 épisodes de 22 minutes, et  diffusée du 19 avril au 12 novembre 1987 en syndication.
En France, seulement 26 épisodes ont été doublés et diffusés à partir du 2 septembre 1987 dans le Club Dorothée sur TF1. Le générique français a été interprété par Jean-Paul Césari.

## Synopsis
Dans un futur proche, la technologie est arrivée à son apogée sur Terre et pratiquement tout est possible : robots aux cerveaux mécaniques, voyages dans le temps etc.
Malheureusement, la science n'est pas toujours utilisée à bon escient et que ce soit à cause d'esprits mégalomanes dangereux, de désastres naturels ou d'attaques extraterrestres, l'humanité est perpétuellement menacée.
Pour trouver une solution, le professeur Sharp développe le "Bionic Concept", une technologie qui va faire d'une famille (2 parents et leurs 4 enfants) une escouade de superhéros au service du bien, et dotés de pouvoirs édifiants. Les Bioniques, accompagnés d'un singe mécanique amusant, protègent ainsi la Terre des agissements du Docteur Scarab et de tout danger mettant en jeu la sécurité des hommes.

## Liste des épisodes
1. La Vallée des ombres
2. Le Nouveau Venu
3. Éric bat les records
4. Un grand amour
5. Radio Scarab
6. Une affaire de famille
7. Retour dans le passé (1)
8. Retour dans le passé (2)
9. Joyeux Anniversaire Amadeus
10. La Potion magique
11. Un petit handicap
12. (Titre inconnu)
13. Fluffi le fugitif
14. (Titre inconnu)
15. Jeunes et Irresponsables
16. Le Coup de pouce
17. Le Retour de Benji
18. La Couronne du pharaon
19. Les 1001 nuits bioniques
20. Le Dossier Perceptor
21. Le Chef-d'œuvre
22. Une boum qui fait boum
23. Vacances de rêve
24. (Titre inconnu)
25. Le Pouvoir de la musique
26. La Ruche

27 à 65. Non doublés

## Voix françaises
- Pascal Renwick : Eric
- Laurence Crouzet : Meg
- Greg Germain : JD
- Loïc Baugin : Bunji
- Sady Rebbot : le père (Jack)
- Anne Rochant : la mère (Helen)
- Claude d'Yd : le professeur Sharp
- Jacques Ferrière : Docteur Scarab
- Gérard Dessalles : voix diverses